# Antonio Gandini
Antonio Gandini (Módena, 1786 - Formigine, 1842) fue un compositor italiano. Estudió en el Conservatorio de Bolonia al tiempo que Rossini, y en 1814 compuso una cantata de circunstancias, caduta dei Giganti, que le valió la plaza de maestro de capilla de la corte. Fundó una caja de socorro para los artistas pobres y compuso las óperas Erminia (1818), Ruggiero (1822), Antigona (1824), y varias cantatas. Fue el padre del también compositor y escritor, Alessandro Gandini (1807-71).